# Велиев, Ахмед Абдулкерим оглы
Ахмед Абдулкерим оглы Велиев (азерб. Əhməd Abdulkərim oğlu Vəliyev; род. 29 ноября 1946 году, с. Алпут, Газахский район, Азербайджанская ССР) — государственный и политический деятель. Депутат Милли меджлиса Азербайджанской Республики III, IV созывов. Ректор Университета Одлар Юрду. Доктор физико-математических наук, профессор

## Биография
Родился Ахмед Велиев 29 ноября 1946 году в Газахском районе, ныне Республики Азербайджан. В 1964 году окончил обучение в средней школе и в том же году поступил на механико-математический факультет Азербайджанского государственного университета. После окончания обучения в высшем учебном заведение стал работать лаборантом, старшим лаборантом, лаборантом, преподавателем, старшим преподавателем, доцентом кафедры математики Азербайджанского института народного хозяйства.
С 1990 по 1997 годы работал директором Бакинского промышленно-педагогического техникума. В 1995 году на базе техникума, директором которого он был, был создан университет Одлар Юрду, который он и возглавил. 
Ахмед Велиев является доктором физико-математических наук, профессор. Член Американского общества математиков и Нью-Йоркской Академии наук, действительный член Академии социальных и педагогических наук. Ахмед Велиев был удостоен золотой медали французской ассоциации содействия экономике за достижения в применении новых образовательных технологий. Автор более пятидесяти научных статей, одной научной монографии, десятков учебников и учебных пособий, книги в жанре политической публицистики "Bəsirət ünvani". Книга была издана на азербайджанском языке с латинской и арабской графикой, а в 2003 году на английском языке. Кроме того, Ахмед Велиев является автором книги "Adının sahibi". 
Ахмед Велиев избирался депутатом Милли Меджлиса Азербайджанской Республики III и IV созывов. Член Постоянного комитета Милли Меджлиса по вопросам науки и образования. В то же время являлся членом межпарламентской группы дружбы между Азербайджаном, Германией, Литвой, Чехией, Турцией, Северной Ирландией, Грузией и руководителем южноафриканской группы дружбы. 
Женат, имеет двоих сыновей и одну дочь. Старший сын Самир Велиев — самый молодой в стране доктор юридических наук и профессор, дочь Вафа Велиева — врач, докторант, младший сын Мунир Велиев — экономист, доктор экономических наук. 

## Награды
- Орден Слава (25 ноября 2016).